# Myrtle Springs
Pour la zone non incorporée du comté d’Anderson, dans le même État, voir Myrtle Springs (comté d'Anderson, Texas).
Myrtle Springs est une census-designated place située dans le comté de Van Zandt, dans l’État du Texas, aux États-Unis. C’était une nouvelle census-designated place lors du recensement de 2010, date à laquelle sa population s’élevait à 828 habitants.

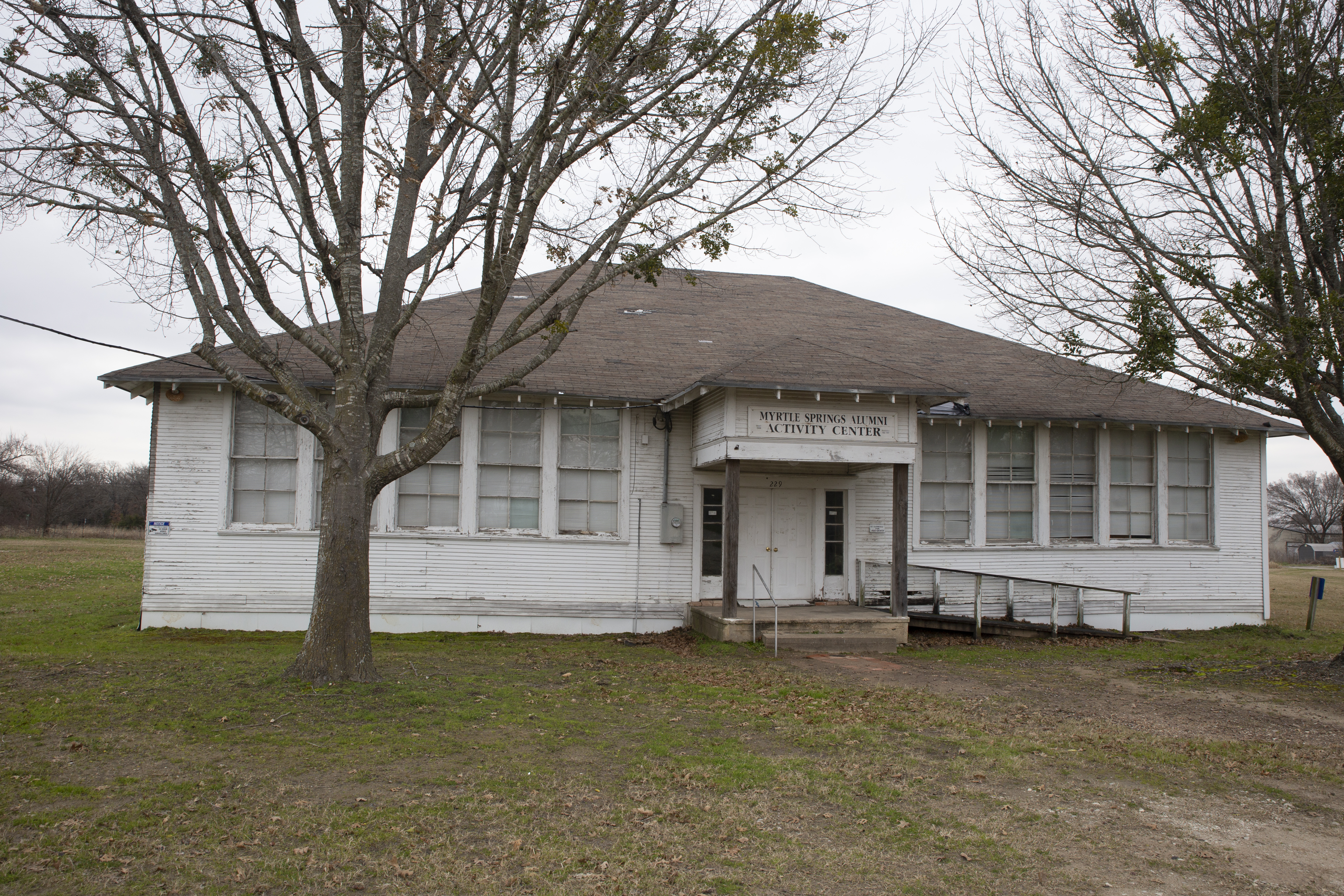
Ancienne école de Myrtle Springs